# Paradrymonia longifolia
Paradrymonia longifolia là một loài thực vật có hoa trong họ Tai voi. Loài này được (Poepp.) Wiehler mô tả khoa học đầu tiên năm 1978.